# 2014 új világörökségi helyszínei
Az UNESCO Világörökség Bizottsága a 2014. június 15–25. között Dohában tartott 38. ülésszakán a következő helyszíneket nyilvánította a világörökség részévé: 
| | Poverty Point Állami Történelmi Emlékhely |
| Amerikai Egyesült Államok |                                           |
| Kulturális (III) |                                           |
| Védett terület: 163 ha, hivatkozás: 1435 |                                           |
| Poverty Point nevét a régészeti terület melletti 19. századi ültetvényről kapta. Ez lehetett a legnagyobb a vadászó-gyűjtögető település, amely valaha is létezett. A világörökségi helyszín öt mesterséges földhalomból, hat koncentrikus fél-ellipszis alakú földsáncból és egy nagyméretű központi térből áll. Időszámítás előtt 1 800 és 1 100 között építette egy vadászó-halászó-gyűjtögető társadalom, lakhelynek és kultikus célokra is használták. A földsáncok 7-9 méter magasak, a legszélső félig elliptikus sánc átmérője 1,4 kilométer. A helyszínt az „A” jelzésű földhalom uralja, ami egyike Észak-Amerika legnagyobb mesterséges dombjainak. A régészeti ásatások során bebizonyították, hogy az itt élő népcsoport gazdag anyagi kultúrával rendelkezett. A környezetéből kissé kiemelkedő helyszín megvédte az itt élőket a gyakori áradásoktól, ez és a kedvező környezeti viszonyok biztosították a település fennmaradását. A dombok és sáncok kialakításakor óriási mennyiségű földet mozgattak meg, teljesítményüket később legalább 2 000 évig nem tudták megismételni. A településről könnyen meg tudták közelíteni a Mississippi folyót, valamint az erdőket, a térségben hiányzó nyersanyagokat kereskedelem útján szerezték be. |                                           |

| | Qhapac Ñan – inka úthálózat |
| Argentína, Bolívia, Chile, Ecuador, Kolumbia és Peru közös világörökségi helyszíne |                             |
| Kulturális (II)(III)(IV)(VI) |                             |
| Védett terület: 11 407 ha, puffer zóna: 663 070 ha, hivatkozás: 1459 |                             |
| Az Andoki útrendszer hat ország, Argentína, Bolívia, Chile, Ecuador, Kolumbia és Peru közös világörökségi helyszíne. Ez egy kiterjedt, kommunikációs, kereskedelmi és védelmi célokra létrehozott, összességében több mint 30 ezer kilométer hosszú úthálózat. A prehispán közösségek által több évszázadon keresztül létrehozott útrendszer az Inka Birodalom hatalmának megszilárdításakor, a 15. században érte el legnagyobb kiterjedését. Ekkor keresztbe és hosszába is behálózta az Andok vidékét. Az úthálózat négy főúton alapul, amelyek Cuzcoból, az Inka Birodalom fővárosából indultak ki. A négy főutat alacsonyabb rendű utak alrendszerével kapcsolták egymáshoz. Az útrendszer a birodalom számára létfontosságú volt, egymástól nagy távolságra fekvő falvakat, városokat, vallási központokat és ipari tevékenységet folytató helyeket kötött össze. Az út egy 616 kilométeres szakaszán található 308 régészeti lelőhelyen az inka építészet és mérnöki teljesítmény kiemelkedő példáit tárták fel. Az útvonal egyes részeire szélsőséges körülmények jellemzők, ezek hóval borított, 6000 méter fölötti hegyvidékek, sivatagos területek, trópusi esőerdők, így az útrendszer kialakításához a kor legmagasabb szintű mérnöki teljesítményére volt szükség. |                             |

| | Okavango-delta |
| Botswana |                |
| Természeti (VII)(IX)(X) |                |
| Védett terület: 2 023 590 ha, puffer zóna: 2 286 630 ha, hivatkozás: 1432 |                |
| Az Okavango-delta északnyugat Botswanában csaknem érintetlen mocsarakból és időszakosan elöntött árterekből áll. Az állandóan mocsaras rész megközelítőleg 600 000 hektáros az időnként elöntött füves ártér 1,2 millió hektáron terül el. A természetvédelem alá vont térség teljes nagysága 2 023 000 hektár, egy 2 290 000 hektáros puffer területtel. Egyike a nagyon kevés úgynevezett belső folyódeltáknak, amelyek nem tengerbe vagy óceánba ömlenek, hanem a szárazföld belsejében alkotnak kiterjedt, legyezőszerűen szétterjedő deltavidéket. A Okavango folyó jellegzetessége, hogy a száraz évszakban okoz áradásokat, így az itt élő növények és állatok ezekhez az áradásokhoz és az esős évszakhoz igazítják életritmusukat. A folyóvíz később a Kalahári-medence sivatagos talajába szivárog el. Ez Afrika harmadik legnagyobb deltatorkolata és legnagyobb belső folyódeltája. A deltában a tiszta víz és a kioldódó tápanyagok az egyébként száraz Kalahári-sivatag mellett lehetővé tették a változatos ökoszisztéma kialakulását. Az évenkénti áradások a száraz évszak közepén életbevágóan fontosan az itteni élővilágnak, valamint a vándorló állatok csordáinak, amelyek itató- és pihenőhelyként használják. A delta életteret nyújt több erősen veszélyeztetett állatfajnak is, mint a afrikai vadkutya, az oroszlán, a fehér orrszarvú, a fekete orrszarvú és a gepárd. A védett terület kevésbé fenyegetett állatai közé tartozik az afrikai elefánt, a bivaly, a zambézi mocsáriantilop, a víziló és a zebra. |                |

| | Prekolumbán kőgömbök |
| Costa Rica |                      |
| Kulturális (III) |                      |
| Védett terület: 24,7 ha, puffer zóna: 143,4 ha, hivatkozás: 1453 |                      |
| A világörökségi helyszín Costa Rica délén részén, a Diquís-deltában elhelyezkedő négy régészeti helyszínből (Finca-6, Batambal, Grijalba-2, El Silencio) áll, amelyek i. sz. 500 és 1500 közé datálhatók. A feltárt területek hatalmi központok voltak, mesterséges dombokból, kövezett terekből, sírhelyekből és kőgömbökből állnak. A körök átmérője 70 centiméter és 2,57 méter között változik. A helyszínek nagyrészt elkerülték a műkincsrablók fosztogatását, ez annak köszönhető, hogy a leleteket évszázadokon keresztül több méteres talajréteg borította, bár néhány kőgömböt műkincsrablóktól koboztak el, és mivel pontos származási helyüket nem tudták megállapítani a Finca-6 területen állítottak fel. Mind a négy helyszínnek megvannak a maga jellegzetességei, Finca-6 az egyetlen olyan ahol a kőgömbök egy vonalban vannak, Batambal az egyetlen ami nagyobb távolságból is látszik, El Silencióban találták a legnagyobb gömböt és csak Grijalba-2 területén használtak mészkövet. Grijalba-2 feltehetően egy kevésbé fontos település lehetett, Finca-6 fennhatósága alá tartozhatott ami valószínűleg a legfontosabb központ volt. Batambal viszonylag közel fekszik a lakott területekhez, ezért problémát jelenthet a város további terjeszkedése. Hosszabb távon a helyszíneket a Diquis vízerőmű és egy repülőtér építése veszélyeztetheti. |                      |

| | Stevns Klint |
| Dánia |              |
| Természeti (VIII) |              |
| Védett terület: 50 ha, hivatkozás: 1416 |              |
| Stevns Klint egy körülbelül 15 kilométeres, fosszíliákban gazdag partszakasz. Üledékrétegeiben felismerhető a Chicxulub meteor becsapódásának hatása, amely 65 millió évvel ezelőtt a kréta földtörténeti kor végén történt. A helyszínen megtalálhatók a becsapódás okozta hamufelhők nyomai még ekkora távolságra is a becsapódási helytől, ami a mexikói Yucatán-félszigetnél történt. Az előkerült fosszíliák három, a kréta kor végéhez köthető ökoszisztéma maradványai. Az egyik a becsapódás előtti állapotot mutatja, a második azokról a fajokról tudósít amelyek túlélték a becsapódást követő tömeges kihalási periódust, a harmadik pedig annak a kornak a lenyomata amikor az élővilág újra fejlődésnek indult és megszaporodtak az állat- és növényfajok. A partszakasz nem teljesen összefüggő terület, egy részén bánya működik. A parti táj képe képe az erózió következtében az átlagosnál gyorsabban változik, időnként a sziklafalról nagyobb kőtömbök szakadnak le. A partszakaszon elhagyott kőfejtők és egykor katonai célokra használt alagutak is megtalálhatók. |              |

| | Chauvet-barlang |
| Franciaország |                 |
| Kulturális (I)(III) |                 |
| Védett terület: 9 ha, puffer zóna: 1 353 ha, hivatkozás: 1426 |                 |
| Dél-Franciaországban az Ardèche folyó partjánál fekvő mészkő fennsíkon található barlangban fedezték fel az eddig ismert legkorábbi és nagyon jó állapotban megőrződött figurális ábrázolásokat. A barlangfestményeket az Aurignaci korra datálják i. e. 30000 és 32000 közé. Körülbelül i. e 20000-ben a barlang bejáratát egy kőomlás zárta le és zárva is maradt 1994-es felfedezéséig ennek köszönhető a falképek jelenlegi állapota. A falakon eddig mintegy ezer állatot és emberi tulajdonságokat mutató képet dokumentáltak. A rendkívül magas művészi színvonalat képviselő alkotások többféle technikával készültek, időnként a festett képeket vésetekkel kombinálták. Az ábrázolásokra fejlett árnyékolási technika anatómiai pontosság, a mozgás és a térhatás megjelenítése jellemző. Az állatábrázolások között megtalálható a mamut, a medve, a barlangi oroszlán, az orrszarvú és a bölény is. A lelőhelyen ezen kívül mintegy négyezer növénymaradványt valamint őskori lábnyomokat tártak fel. |                 |

| | Mount Hamiguitan Bioszféra Rezervátum |
| Fülöp-szigetek |                                       |
| Természeti (X) |                                       |
| Védett terület: 16 923 ha, puffer zóna:9 729,77 ha, hivatkozás: 1403 |                                       |
| A vadrezervátum egy 17000 hektáros területet foglal el Mindanao sziget délkeleti részén, tengerszint feletti magassága 75 és 1637 méter között váltakozik. A területen különböző magassági sávokban változatos talaj- és éghajlati viszonyok melletti életközösségek alakultak ki, nagyszámú csak a Fülöp-szigeteken megtalálható fajjal, köztük kritikusan veszélyeztetett növényfajokkal és az ikonikus Fülöp-szigeteki sassal. Félreeső fekvésének köszönhetően élővilága változatos és a kutatók szerint a területen valószínűleg még újabb endemikus fajokat fognak felfedezni. Eddig 1380 fajt azonosítottak, ebből 341 csak a Fülöp-szigeteken él. A vadrezervátum öt különböző élettérre osztható fel. Az alacsonyan fekvő területeken 246 növényfajt figyeltek meg. 420 és 940 méter között magas fák nőnek 418 növény és 146 állatfajjal, a magasabb részekre a hegyi ökoszisztéma jellemző 105 állatfajjal, a negyedik sávra mohával borított erdő, míg a legmagasabban fekvő területet kisméretű fákból álló úgynevezett bonsai-erdő borítja. |                                       |

| | Van Nelle-gyár |
| Hollandia |                |
| Kulturális (II)(IV) |                |
| Védett terület: 6,94 ha, puffer zóna: 87,57 ha, hivatkozás: 1441 |                |
| A Van Nelle-gyár az 1920-as években épült Rotterdam északnyugati ipari zónájában a Spaause polder partján. A gyárépület a 20. századi ipari építészet egyik ikonikus darabja, a két világháború közötti modernista és funkcionalista törekvések egyik jelképe. A gyártelep kialakításakor az oldalfalakhoz főleg acélt és üveget használtak fel, egy ideális üzemet akartak létrehozni ami nyitott a külvilágra. Belső terét az igényeknek megfelelően lehetett módosítani és a természetes fény kellemesebbé tette a munkakörülményeket. Az itt használt technológiai és építészeti újdonságok Európa számos részéből és Észak-Amerikából származtak. A gyárban a kikötőkhöz kapcsolódó áruk (például tea, kávé, dohány) feldolgozását végezték, amelynek nagy hagyományai voltak Hollandiában. Ezt a funkcióját sokáig meg is őrizte, majd a 20. század végi gazdasági átalakulásakor az épületet eredeti formájában megőrizték. Már 1985-ben védelem alá került mint nemzeti műemlék, azóta a legmagasabb szintű állami védelem alatt áll. |                |

| | Nagy Himalája Nemzeti Park |
| India |                            |
| Természeti (X) |                            |
| Védett terület: 90 540 ha, puffer zóna: 26 560 ha, hivatkozás: 1406 |                            |
| A nemzeti park a Himalája nyugati részén található, Észak-Indiában, Himácsal Prades államban. A 90 540 hektáros védett terület jellegzetességei a magashegyi gleccserek amelyek megolvadt vize folyókat táplál és a természetes víztározók. Ez a vízkészlet életfontosságú az alacsonyabban fekvő területek több millió lakosa számára. A park 2000 és 6000 méter tengerszint feletti magasság között terül el, egyike a Himalája legnagyobb biodiverzitású térségeinek, huszonötféle erdőtársulással és számos állatfajjal, köztük veszélyeztetett állatokkal. A palearktikus faunatartomány és az orientális faunaterület határán helyezkedik el, élővilágában megtalálhatóak mindkét térség jellemzői. Eddig 805 edényes növényfajt, 192 zuzmófajt, 12 májmohafajt, 25 mohafajt, 31 emlősfajt, 209 madárfajt, 9 kétéltűfajt, 12 hüllőfajt és 125 rovarfajt azonosítottak benne. A park északnyugati határánál alakítottak ki egy 26 560 hektáros puffer zónát, ami az emberi megtelepedéstől védi a parkot, ott ahol legnagyobb a környező területek népsűrűsége. A helyszínhez tartozik ezen kívül két rezervátum is, az egyik lakatlan de legeltetést folytatnak a benne, a másikban 120 lakos él. |                            |

| | Ránaki váv (A királynő kútja) |
| India |                               |
| Kulturális (I)(IV) |                               |
| Védett terület: 4,68 ha, puffer zóna: 125,44 ha, hivatkozás: 922 |                               |
| Lépcsős kutak építése már az i. e. 3. évezredtől egy tradicionális talajvízgyűjtő és -tároló módszer volt az indiai szubkontinensen. Az idők során az egyszerű, földbe ásott gödrök többemeletes művészeti és építészeti alkotásokká fejlődtek. A 11. században épült kút egy fejtetőn álló templomra hasonlít, így akarták a víz iránti tiszteletüket kifejezni. Az építmény négy emeletes, oldalfalait magas művészi színvonalú szobrokkal és domborművekkel díszítették. A több mint ötszáz nagyméretű és több mint ezer kisebb faragvány vallásos, mitológiai, és világi jeleneteket ábrázol többször is irodalmi alkotásokra utalva. A legmélyebb, negyedik szintet 23 méter mélységben alakították ki a 9,5 méter hosszú és 9,4 méter széles medencéhez vezet. A kút tájolása kelet-nyugati irányú, hozzá tartozik a tetejénél egy lépcsős folyosó, egyre kisebb szintek pavilonok maradványaival és a medence. Az épület szerkezete a hiányzó pavilonok ellenére is könnyen felismerhető. A 13. századtól a közeli Szaraszvati folyó medre megváltozott, a kutat nem tudták tovább használni, ennek köszönhetően díszítőelemeivel együtt jó állapotban maradt meg. |                               |

| | Erbíli citadella |
| Irak |                  |
| Kulturális (IV) |                  |
| Védett terület: 15,6 ha, puffer zóna: 268,34 ha, hivatkozás: 1437 |                  |
| Erbíl, az ókori Arbil citadellája egy megerősített épületegyüttes az ország kurdok lakta területén, Erbil Kormányzóságban az azonos nevű város központjában. A városképet uraló erőd egy ovális, 25-32 méter magas tell tetején helyezkedik el. Ez a tell egy mesterséges domb, ami úgy alakult ki, hogy az egymást követő generációk mindig ugyanarra a helyre, a korábbiak elegyengetett romjaira építették vályogtégla házaikat. A terület már az i. e. 5. évezredben lakott volt, legkorábban egy Eblából származó ékírásos táblán említik i. e. 2300 körül. Az Asszír Újbirodalom idején fontos központ volt, befolyását megőrizte a keresztény korban is egészen 1258-ig, amikor a mongolok elfoglalták. Ezután fokozatosan elvesztette jelentőségét. Jelenleg látható külső fala 19. századból származik és nagyrészt egymás mellé épült házak homlokzatából áll. A falak közelébe körülbelül harminc városi palotát építettek. A citadellát három közigazgatási részre osztották, az egyikben a nemesi családok a másikban a dervisek a harmadikban a kézművesek laktak. A citadella egyetlen megmaradt vallási épülete a Mulla Effendi-mecset |                  |

| | Sor-i-Szoktha, a leégett város |
| Irán |                                |
| Kulturális (II)(III)(IV) |                                |
| Védett terület: 275 ha, puffer zóna: 2 200 ha, hivatkozás: 1456 |                                |
| Az i. e. 3200 körül alapított és i. e. 1800 körül elnéptelenedett Sor-i-Szoktha vályogtégla romjai az Iráni fennsík bronzkori kereskedelmi útvonalainak csomópontjában fekszenek. A településnek négy virágzó korszaka volt, ezek alatt a város területén belül külön lakónegyedeket, ipari körzeteket és temetőket alakítottak ki. Lakosai feltételezhetően éghajlati változások és a közeli folyómedrek áthelyeződése miatti hagyták el az i. e. 2. évezred vége felé. Az ásatások során a száraz sivatagi éghajlatnak köszönhetően számos jó állapotú lelet került elő, temetkezési helyeket tártak fel, valamint épületek maradványait. Ezekből jól rekonstruálható az átmenet a rézkorból a korai bronzkorba és tanulmányozható a városiasodás folyamata, amelynek során bonyolult társadalom jött létre. A településen komoly ipari tevékenységet folytattak, fémeket dolgoztak fel, kővázákat készítettek, jelentős volt a kőmetszés és az agyagedény-készítés is. Sor-i-Szoktha kiterjedt kulturális kapcsolatokkal rendelkezett és kereskedett az Indus-völgyben, a Perzsa-öböl déli részén, Délnyugat-Iránban és Közép-Ázsiában fekvő településekkel. |                                |

| | Bét Guvrin és Maresha barlangjai |
| Izrael |                                  |
| Kulturális (V) |                                  |
| Védett terület: 259 ha, hivatkozás: 1370 |                                  |
| A helyszín egy régészeti lelőhely, amely mintegy 3500 a mészkőbe vágott kamrából áll Maresha és Bét Guvrin ősi ikervárosa alatt és környékén. Az ember által kialakított kamrák és üregek hálózata szinte egy várost alkot a városok alatt. Az üregek közel kétezer éven keresztül használatban voltak. Először csak a kövek bányászatakor alakultak ki üregek, később ezeket különböző mezőgazdasági és ipari célokra is használták. Volt olyan ahol olajprés üzemelt, volt köztük galambdúc, istálló, vízgyűjtő és csatorna, fürdő, temetkezési hely, kultuszhely és zavarosabb időszakokban búvóhely is. A település az Egyiptomot Mezopotámiával összekötő kereskedelmi út mellett feküdt, az üregek az i. e. 8. századtól (a város alapításától) az i. sz. 12. századig, a keresztes hadjáratokig voltak használatban. Néhány nagyobb üregnek csúcsíves mennyezete van, esetenként tartóoszlopokat is használtak. A helyszín jó állapotban őrződött meg, viszont veszélyt jelent rá a vízbeszivárgás ami a kamrák mennyezetének omlásához vezethet. |                                  |

| | Tomiokai selyem-manufaktúra |
| Japán |                             |
| Kulturális (II)(IV) |                             |
| Védett terület: 7,2 ha, puffer zóna: 414,6 ha, hivatkozás: 1449 |                             |
| A korai Meidzsi-korból származó, Tokiótól északnyugatra, a Gunma prefektúrában található Tomioka selyem-manufaktúrát azért alapították a 19. század végén, hogy a selyemgyártásban nagy hagyományokkal rendelkező országban ipari mennyiségben állítsanak elő selymet. A japán kormány Franciaországból importált berendezéseket és szaktudást amivel beindíthatták a tömegtermelést és egy teljes rendszert hozhattak létre ami magába foglalta az egész folyamatot a selyemhernyó tenyésztéstől a szálak feldolgozásáig. A manufaktúrában alkalmazott módszereket Japán számos más üzemében átvették, ami elősegítette az ország nagyobb részesedését a 20. század eleji globális selyemgyártásban. A helyszín négy részből áll, ezek megfelelnek a selyemgyártás folyamatának négy állomásának. A 19. század végi építmények a japán ipari építészet jelentős alkotásai amelyek külföldi és hazai elemeket olvasztottak egybe. |                             |

| | A selyemút |
| Kazahsztán, Kirgizisztán és Kína közös világörökségi helyszíne |            |
| Kulturális (II)(III)(V)(VI) |            |
| Védett terület: 42 668,1 ha, puffer zóna: 189 963,1 ha, hivatkozás: 1442 |            |
| A 35 000 kilométer kiterjedésű selyemút egy 5000 kilométeres szakasza Kazahsztán, Kirgizisztán és Kína közös világörökségi helyszíne. Az útrendszer évezredeken keresztül összekötötte Ázsia keleti részét az Indiai szubkontinenssel, Közép- és Nyugat-Ázsiával valamint a Közel-Kelettel, és komoly szerepet játszott a világ több nagy civilizációjának fejlődésében. Bár az útvonalak egy részét már évezredekkel korábban is használták az úthálózat az i. e. 2. században kezdett el kialakulni, amikor jelentősen megnőtt szállított áru mennyisége. Végső formáját az i. sz. 1. századra nyerte el, virágkorát a 6. és a 14. század között élte és egészen a 16. századig használatban maradt. A világörökségi helyszínhez tartozó szakasz 33 eleme fővárosokat, palotákat, birodalmakat, királyságokat, erődöket, emlékműveket, a kínai nagy fal egyes részeit, buddhista barlangtemplomokat, vallási épületeket stb. kötött össze. Az úton főleg nyersanyagokat, élelmiszereket, fűszereket és luxusárukat szállítottak teherhordó állatokon valószínűleg több kereskedő közreműködésével. Egyes területeknek bizonyos áruk felett monopóliuma volt, például Kína látta el selyemmel Ázsiát és Mediterrán térséget is.Az út tengerszint feletti magassága -154 és 7400 méter között változik ezért szélsőséges a hőmérséklet ingadozás. Az útvonal egyes részeire extrém szárazság és sivatagi körülmények a jellemzőek, máshol szteppéken, erdőkön keresztül, hegyek között vagy folyók és alpesi tavak mellett halad el. |            |

| | A kínai nagy csatorna |
| Kína |                       |
| Kulturális (I)(III)(IV)(VI) |                       |
| Védett terület: 20 819,1 ha, puffer zóna: 55 629 ha, hivatkozás: 1443 |                       |
| A nagy csatorna egy kiterjedt csatornarendszer északkeleti és középkeleti síkságain Pekingtől Csöcsiang tartományig. Építését különböző szakaszokban az i. e. 5. században kezdték el, és először a Szuj-dinasztia idején az i. sz. 7. században kötötte össze a birodalom egyes részeit. A későbbi dinasztiák is gondot fordítottak karbantartására és befejezésére. Ez a rendszer volt az ipari forradalom előtti kor legnagyobb és legkiterjedtebb civil mérnöki teljesítménye. A 13. századra összesen több mint kétezer kilométernyi csatornahálózatot hoztak létre, Kína nagy folyó közül ötöt kötött össze. A birodalom szárazföldi összeköttetéseinek gerincét képezte, többek között gabonát, rizst és nyersanyagokat szállítottak rajta és megkönnyítette az állami adminisztrációt is. Nagymértékben hozzájárult a térség gazdasági fejlődéséhez és stabilitásához, jelenleg is használatban van és összekötő szerepet tölt be. A világörökségi helyszínhez a csatornarendszer 49 szakasza tartozik, ezek 18 különböző térségben helyezkednek el. |                       |

| | Namhanszanszong |
| Dél-Korea |                 |
| Kulturális (II)(IV) |                 |
| Védett terület: 409,06 ha, puffer zóna: 853,71 ha, hivatkozás: 1439 |                 |
| A Szöultól 25 kilométerre délkeletre, hegyvidéki környezetben elterülő Namhanszanszongot egy tartalék fővárosnak építették ki a Csoszon-dinasztia idején, főleg a 17. században. A fontos adminisztratív és katonai központot, buddhista szerzetes-katonák építették és védték. Legkorábbi maradványai a 7. századra datálhatók, ezután többször is átépítették, leginkább a 17. század elején egy kínai támadás elleni védekezésül. Befogadóképessége négyezer fő körül lehetett. A koreai hadi építészet egyik jelentős alkotása, felismerhetőek rajta kínai és japán hatások és a nyugatról elterjedt lőfegyverek miatti változtatások is. Megerősített falai között többféle katonai célra szolgáló épületet emeltek, ezen kívül lakossági és vallási épületeket is. A folyamatosan lakott település hosszú ideig az ország fővárosa volt vészhelyzet esetén, majd az uralkodói hatalom egyik szimbólumává vált. |                 |

| | Pju ősi városai |
| Mianmar |                 |
| Kulturális (II)(III)(IV) |                 |
| Védett terület: 5 809 ha, puffer zóna: 6 790 ha, hivatkozás: 1444 |                 |
| Pju ősi városai közül három, Halin, Beikthano és Sri Ksetra került fel a világörökségi listára. A települések az Iravádi folyó egy száraz medencéjében egy nagy kiterjedésű öntözött területen fekszenek. A városok a több mint ezer éven keresztül fennálló, i. e. 200 és i. sz. 900 között létező Pju Királysághoz tartoztak. A részlegesen feltárt települések téglából épültek, védelmükre falakat emeltek és vizesárkokat ástak. Az ásatások során erődített paloták és kézműves műhelyek maradványai kerültek elő, valamint monumentális, szintén téglából épült jó állapotban fennmaradt buddhista sztúpák, és részben álló falak. A városok lakói jól szervezett, intenzív földművelést folytattak, fejlett vízgazdálkodási rendszerrel rendelkeztek amelynek egyes elemei ma is használatban vannak. |                 |

| | Corveyi apátság és kastély |
| Németország |                            |
| Kulturális (II)(III)(IV) |                            |
| Védett terület: 12 ha, puffer zóna: 69 ha, hivatkozás: 1447 |                            |
| Corvey a Frank Birodalom egyik legjelentősebb kolostora volt, kulturális és spirituális központ, ezen kívül komoly politikai és gazdasági szerepet is betöltött mint a birodalom egyik előretolt bástyája az akkori keresztény világ peremén. Itt volt az ország egyik leggazdagabb könyvtára és számos püspök került ki az apátságból. Az apátsági templom westwerk része az egyetlen fennmaradt ilyen jellegű épületelem a Karoling-korból, míg az apátság legkorábbi épületrészei csak régészeti leletként maradtak ránk és még nem kerültek feltárásra. A westwerk mint építészeti elem nagymértékben inspirálta a későbbi román kori és gótikus egyházi építészetet. Eredeti állapotában megőrződött boltozatos, oszlopos terme a földszinten és az emeleten három oldalról galériákkal körbevett fő helyisége a Karoling-reneszánsz egyik legfontosabb építészeti alkotása. Corvey döntő szerepet játszott a legkorábbi szász térítésekben. A harmincéves háború során a kolostort feldúlták és a gyújtogatásban elpusztult a híres könyvtár is. Ezt követően barokk stílusban építették újjá. |                            |

| | Piemonti borvidékek: Langhe-Roero és Monferrato |
| Olaszország |                                                 |
| Kulturális (III)(V) |                                                 |
| Védett terület: 10 789 ha, puffer zóna: 76 249 ha, hivatkozás: 1390 |                                                 |
| A Piemont déli részén a Pó folyó és a Ligur-Alpok között található világörökségi helyszín öt szőlőtermelő területből és a Cavour-kastélyból áll. A régészeti feltárások során bizonyítékot találtak arra, hogy a területen már az i. e. 5. században folytattak szőlőtermesztést, amikor a térség találkozási pont volt a borkedvelő kelták és etruszkok között. A helyi dialektusban a mai napig kimutathatóak etruszk és kelta eredetű, a bortermeléshez kapcsolódó jövevényszavak. A római korban Idősebb Plinius a Piemonti régiót Itália egyik legjobb bortermelő körzetének írta le, Sztrabón az itt készült hordókat említette meg. A gondosan megművelt bortermelő vidéken még most is felismerhető a régi parcellák határai, ahova messziről látható épületeket emeltek, köztük kastélyokat, román kori templomokat, farmokat, dombtetőkön álló kisebb falvakat. A szőlősök közelében kiépült kisebb településeken folyó értékesítéshez pincéket és raktárakat is építettek. Az öt terület teljes egészében bemutatja az évszázadok óta tartó fokozatosan fejlődő szőlőtermesztés kulturális, építészeti, környezeti és gyártástechnológiai jellemzőit. |                                                 |

| | Bolgar régészeti és történelmi komplexum |
| Oroszország |                                          |
| Kulturális (II)(VI) |                                          |
| Védett terület: 424 ha, puffer zóna: 12 101 ha, hivatkozás: 981 |                                          |
| A helyszín a Volga folyó partján fekszik Tatárföld fővárosától Kazanytól déli irányban. A volgai bolgárok törzsszövetségének egyik korai települése volt, majd a 13. században az Arany Horda első fővárosa lett. Szimbolikus helyszíne a volgai bolgárok 922 évi az iszlámra való áttérésének, szent zarándokhelye volt a muszlim tatároknak és fontos kereskedelmi központ a Kazanyi Kánság idején. A helyszínen megtalálhatók a települést védő árkok és falak, vallási és világi épületek maradványai köztük egy mecset, egy minaret, számos mauzóleum, fürdőházak, a kán palotájának maradványai és kegyhelyek. A helyszín mindig is kereskedelmi és kulturális csomópont volt, kapcsolatot teremtett a nomád és letelepült népcsoportok között, segítve a török, finnugor és szláv szokások, hagyományok terjedését. |                                          |

| | Battir kultúrtáj |
| Palesztina |                  |
| A veszélyeztetett világörökségi helyszínek listájára került: 2014 |                  |
| Kulturális (IV)(V) |                  |
| Védett terület: 348,83 ha, puffer zóna: 623,88 ha, hivatkozás: 1492 |                  |
| A Battir kultúrtáj Jeruzsálemtől néhány kilométerre délnyugati irányban helyezkedik el Náblusz és Hebron között. Megművelt völgyek, úgynevezett widianok együtteséből áll. A völgyekben a termőterület maximális kihasználása érdekében kőfalakkal megtámasztott teraszokat alakítottak ki. A teraszok egy részét öntözik, ezeken zöldséget és gyümölcsöket termesztenek, az öntözetlenül hagyott részekre szőlőt és olajfákat ültettek. A helyszínen a teraszos földművelést fejlett öntözőrendszer tette lehetővé, amelyet nem a csapadék, hanem föld alól előtörő vízforrások táplálnak. Az öntözőrendszerbe kerülő vizet a hagyományoknak megfelelően osztják szét a közeli Battir település lakosai között. A helyszín Palesztina kérésére került fel a listára, ezzel egy időben a veszélyeztetett helyszínek listájára is, hogy a zavaros politikai viszonyok miatt károsodott területet megkíméljék a további rombolástól. |                  |

| | Dzsidda történelmi része |
| Szaúd-Arábia |                          |
| Kulturális (II)(IV)(VI) |                          |
| Védett terület: 17,92 ha, puffer zóna: 113,58 ha, hivatkozás: 1361 |                          |
| Dzsidda fontos kereskedelmi csomópont volt a 16. és a 20. század eleje között a Vörös-tenger és az Indiai-óceán közötti térségben, ezen kívül szorosan kötődik az évenkénti mekkai zarándoklathoz, aminek eredményeképp kozmopolita muszlim lakossága ázsiai, európai és afrikai eredetű. Mindig is fontos kikötője volt a Mekkába igyekvő tengeren érkező muszlimoknak, jelentős piacot biztosítva árucikkeiknek amiket magukkal hoztak. Így nagy mennyiségű egzotikus áruval kereskedtek köztük Jáváról és Indiából származó fűszerekkel és élelmiszerekkel is. A városképet ennek a kereskedő elitnek a megrendelésére épített toronyházak határozzák meg, a legtöbb ma is látható ilyen ház a 19. században épült. Napjainkra Dzsidda városközpontja maradt az utolsó megmaradt tanúja ennek az építészeti stílusnak, ahol a különálló, faszerkezetű toronyházakat kívülről falfestéssel díszítették, további díszítésükhöz értékes faanyagot használtak fel és speciális technikákat alkalmaztak a levegő keringetésére. A toronyházaknak nincs udvara, a földszinten irodát rendeztek be és kereskedelmi tevékenységet folytattak, a tetőkön a zarándokoknak biztosítottak szállást. Az épületeken nem végeztek nagyobb módosításokat és a városközpont mecsetei is használatban maradtak. |                          |

| | Bursa és Cumalıkızık |
| Törökország |                      |
| Kulturális (I)(II)(IV)(VI) |                      |
| Védett terület: 27,46 ha, puffer zóna: 249,26 ha, hivatkozás: 1452 |                      |
| Bursa A Törökország északnyugati részén elterülő Bursát i. e. 200 körül alapított I. Prusziasz Bithünia királya. Több mint száz év bithüniai uralom után IV. Nikomédész idejében, i. e. 78-ban a Római Birodalom részévé vált. Később évszázadokon keresztül bizánci fennhatóság alatt állt. A város az oszmán szultánok alatt élte fénykorát, amikor a birodalom egyik központja lett. 1326 és 1365 között a birodalom fővárosa volt és miután Edirne lett az új főváros Bursa a birodalom adminisztratív központja maradt és továbbra is jelentős befolyással rendelkezett. Az első hat oszmán szultán uralkodása alatt 127 mecsetet, 34 medreszét 25 fogadót 37 közfürdőt és 14 közkonyhát építettek a városban. Cumalıkızık falu 10 kilométerre Bursától található a Uludag-hegy lábánál. A települést az oszmánok alapították és logisztikai központ szerepét töltötte be Bursa ostrománál. Napjainkra a falu már egybeépült Bursa egyik külső kerületével. A falu legfőbb jellegzetessége 270 oszmán kori lakóháza, amelyek túlnyomó többsége restaurálás alatt áll. |                      |

| | Pergamon |
| Törökország |          |
| Kulturális (I)(II)(III)(IV)(VI) |          |
| Védett terület: 332,5 ha, puffer zóna: 476,9 ha, hivatkozás: 1457 |          |
| Pergamon fennmaradt műemlékei a hellenisztikus, római a bizánci és az oszmán korhoz köthetőek. A várost perzsa és Lükiai uralom után i. e. 333-ban Nagy Sándor hadserege foglalta el. Ezután a hellenisztikus világ egyik legjelentősebb gazdasági és kulturális központjává fejlődött. A pergamoni akropolisz épületeit az i. sz. 2 században emelték. A bizánci időkből származó épületekhez felhasználták az akkor már romos állapotban lévő római kori épületek alkotóelemeit is. A felsőváros, az Akropolisz 300 méteres magasságban terül el ez volt a település legkorábban lakott része. Itt állt Athéné temploma, Dionüszosz temploma, Zeusz oltára, egy 10 000 fős, a domboldalban kialakított színház, valamint paloták és a lakónegyedek. A város délnyugati részében az Aszklépiosz-szentély, a város gyógyító központját az i. e. 4. században alakították ki és az i. sz. 4 századig használatban volt. Az Aszklépion-körzetben három templom, fürdőmedencék, egy 3500 fős színház (Anatólia első római színháza) és egy körtemplom maradványai láthatók. |          |

| | Trang An kultúrtáj |
| Vietnám |                    |
| Vegyes (V)(VII)(VIII) |                    |
| Védett terület: 6 226 ha, puffer zóna: 6 026 ha, hivatkozás: 1438 |                    |
| Trang An kultúrtáj egy látványos, esetenként függőleges falú sziklákkal borított térség a Vörös-folyó deltavidékében. A sziklákban különböző magasságokban fekvő barlangok régészeti kutatása során 30 000 évnyi emberi jelenlétre találtak bizonyítékokat. Az első időkben vadászó-gyűjtögető népcsoportok éltek itt, akik szélsőséges természeti körülményekhez is alkalmazkodni tudtak például az utolsó jégkorszak utáni pusztító áradásokhoz. A későbbi leletek az újkőkorból és a bronzkorból származnak majd a jelenkorig minden időszakból kerültek elő bizonyítékok. Vietnám ősi fővárosát is itt alapították a 10. században. A világörökségi helyszínhez tartozó területen körülbelül 14 ezren élnek, legtöbbjük mezőgazdasággal foglalkozik. A térség jelentős része lakatlan, a puffer zónában rizsföldek terülnek el. A változatos karsztformák toronyszerű elemekből állnak, közöttük völgyek hálózatával amit a tenger többször is elárasztott. A völgyeket bonyolult földalatti patakrendszer köti össze, ezek közül néhány csónakokkal is hajózható. |                    |